# Dromen in kleur (album)
Dromen in kleur is het tweede studioalbum van het Nederlandse duo Suzan & Freek. Het album verscheen op 29 oktober 2021. In Nederland werd het album platina.

## Productie
De eerste aanzetten voor nieuw werk werden geschreven in 2019. In dat jaar begonnen Suzan Stortelder en Freek Rikkerink aan wat het nummer "Goud" zou worden en werkten ze samen met componist John Ewbank aan wat uiteindelijk het nummer "Dromen in kleur" werd. Daarnaast werkten ze met hun vaste componisten Arno Krabman en Léon Paul Palmen. Het duo schreef zelf de teksten.
Het werken aan het album nam twee jaar in beslag. Er werd niet continu geschreven maar in afwisselende periodes. Tijdens de coronapandemie ervoer het duo meer rust en gelegenheid om te schrijven vanwege het feit dat er minder opgetreden werd.

## Ontvangst
Guy Stevens van Het Nieuwsblad was gematigd positief over het album. Volgens hem haalden Suzan & Freek inspiratie uit hun eigen leven bij het schrijven van romantische, zoete nummers. Het stond hem echter tegen dat alle nummers op het album op dezelfde wijze tot stand gekomen zijn waardoor het album weinig spannends te bieden heeft.
Zowel in thuisland Nederland als in Vlaanderen werd het album goed verkocht. Dromen in kleur stond in beide gebieden bijna 150 weken onafgebroken in de hitlijsten, van oktober 2021 tot en met september 2024. In Nederland behaalde het album platina. In januari en mei 2025 kwam het album terug in beide hitlijsten.
Op 27 mei 2025 maakte het duo bekend dat Rikkerink ongeneeslijk ziek is. Een dag later werd het nooit als single uitgebrachte nummer Lichtje branden om 10:00 's ochtends op alle Nederlandse radiozenders gedraaid, als steunbetuiging aan het duo.

## Tracklist
| Nr. | Titel                    | Duur |
| --- | ------------------------ | ---- |
| 1.  | Dromen in kleur          | 3:21 |
| 2.  | Tussen jou & mij         | 3:33 |
| 3.  | Goud                     | 3:22 |
| 4.  | Lichtje branden          | 2:52 |
| 5.  | Onderweg naar later      | 2:57 |
| 6.  | Tenminste geleefd        | 2:47 |
| 7.  | Buiten                   | 3:30 |
| 8.  | Weg van jou              | 2:26 |
| 9.  | Allermeest               | 3:03 |
| 10. | De overkant (met Snelle) | 2:47 |
| 11. | Niet meer van mij        | 3:20 |
| 12. | Blind misschien          | 4:00 |

## Hitnoteringen

### Album
| Album           | Verschijnen     | Label | Hitlijsten | Hitlijsten | Hitlijsten | Hitlijsten | Opmerkingen     |
| Album           | Verschijnen     | Label | BE (VL)    | BE (VL)    | NL         | NL         | Opmerkingen     |
| Album           | Verschijnen     | Label | Piek       | Weken      | Piek       | Weken      | Opmerkingen     |
| --------------- | --------------- | ----- | ---------- | ---------- | ---------- | ---------- | --------------- |
| Dromen in kleur | 29 oktober 2021 | Sony  | 2          | 160*       | 1          | 159*       | - NVPI: platina |

### Nummers
| Lied                       | Verschijnen      | Hitlijsten | Hitlijsten | Hitlijsten  | Hitlijsten  | Hitlijsten   | Hitlijsten   | Opmerkingen                  |
| Lied                       | Verschijnen      | BE (VL)    | BE (VL)    | NL (Top 40) | NL (Top 40) | NL (Top 100) | NL (Top 100) | Opmerkingen                  |
| Lied                       | Verschijnen      | Piek       | Weken      | Piek        | Weken       | Piek         | Weken        | Opmerkingen                  |
| -------------------------- | ---------------- | ---------- | ---------- | ----------- | ----------- | ------------ | ------------ | ---------------------------- |
| "Dromen in kleur"          | 14 oktober 2021  | 27         | 10         | 15          | 8           | 21           | 15           |                              |
| "Goud"                     | 5 maart 2021     | 17         | 14         | 2           | 20          | 4            | 78*          | - NVPI: platina              |
| "Lichtje branden"          | ―                | ―          | ―          | 2           | 1*          | 6            | 1*           | niet als single verschenen   |
| "Onderweg naar later"      | 9 juli 2021      | 36         | 9          | 10          | 14          | 8            | 29           | - NVPI: goud                 |
| "De overkant" (met Snelle) | 21 augustus 2020 | 11         | 14         | 2           | 20          | 6            | 55*          | - BRMA: goud - NVPI: platina |
| "Weg van jou"              | 1 mei 2020       | 21         | 15         | 12          | 13          | 20           | 26           |                              |

- MusicBrainz release group: 9c799b37-6b87-481b-a2bb-fa0ae91528c0